# Babai
Babai é uma cidade e uma nagar panchayat no distrito de Hoshangabad, no estado indiano de Madhya Pradesh.

## Geografia
Babai está localizada a 22° 42′ N, 77° 56′ L. Tem uma altitude média de 300 metros (984 pés).

## Demografia
Segundo o censo de 2001, Babai tinha uma população de 14 587 habitantes. Os indivíduos do sexo masculino constituem 52% da população e os do sexo feminino 48%. Babai tem uma taxa de literacia de 66%, superior à média nacional de 59,5%; com 58% para o sexo masculino e 42% para o sexo feminino. 15% da população está abaixo dos 6 anos de idade.